# Henryk Sienkiewicz
Henryk Adam Aleksander Pius Oszyk-Sienkiewicz (Wola Okrzejska, 5 mei 1846 - Vevey, 15 november 1916) was een Poolse journalist en schrijver, met als specialiteit historische romans. Hij schreef ook wel onder pseudoniem Litwos.
Henryk Sienkiewicz is vooral bekend van de historische roman Quo vadis uit 1896 (in 1951 verfilmd), een verhaal over het christendom tijdens de periode van de Romeinse keizer Nero (54-68). Een ander bekend werk is zijn trilogie over de strijd van de Polen om een eigen land. Hijzelf was dan ook geboren in een door Rusland 'bezet' Polen. Het eerste deel van de trilogie verscheen in 1883 onder de titel Met Vuur en Zwaard (Pools: Ogniem i mieczem). Drie jaar later verscheen De Zondvloed en het laatste boek De Heer Wołodyjowski verscheen in 1887. Deze boeken waren ook buiten Polen behoorlijk populair. In 2016 is de trilogie in eigen beheer vertaald en uitgegeven in het Nederlands.
In 1905 ontving Sienkiewicz de Nobelprijs voor Literatuur; hij was de eerste Pool die deze Nobelprijs kreeg. Hij maakte onder meer een reis door de Verenigde Staten. Daarover verscheen in 1959 het boek Portret van Amerika, samengesteld uit brieven die hij had geschreven ten tijde van de reis.
Sienkiewicz week bij het uitbreken van de Eerste Wereldoorlog uit naar Zwitserland. Daar overleed hij aan het eind van 1916, 70 jaar oud. De Poolse politicus Bartłomiej Sienkiewicz is een achterkleinkind.
- Bibsys: 90132882
- Biblioteca Nacional de Chile: 000041695
- Biblioteca Nacional de España: XX1011298
- Bibliothèque nationale de France: cb119247156 (data)
- Catàleg d'autoritats de noms i títols de Catalunya: 981058521810106706
- CiNii: DA01023216
- Digitale Bibliotheek voor de Nederlandse Letteren: sien002
- Gemeinsame Normdatei: 118797107
- Historisch woordenboek van Zwitserland: 028458
- International Standard Name Identifier: 0000 0001 1874 0101
- Library of Congress Control Number: n50024588
- Nationale Bibliotheek van Letland: 000015249
- Bibliotheek van het Japanse parlement: 00456550
- Nationale Bibliotheek van Tsjechië: jn19990007946
- Nationale bibliotheek van Australië: 35498728
- Nationale Bibliotheek van Israël: 987007268287905171
- Nationale Bibliotheek van Polen: a0000001180341
- Nationale en Universitaire bibliotheek Zagreb: 000100382
- Nederlandse Thesaurus van Auteursnamen: 068965591
- Russische Staatsbibliotheek: 000081885
- Istituto Centrale per il Catalogo Unico: CFIV019435
- LIBRIS: 91677
- SNAC: w6nv9s42
- Système universitaire de documentation: 027137643
- Trove: 975113
- Virtual International Authority File: 24608122
- WorldCat: E39PBJhGYqybtcKmCjtrwXdxXd

1901: Prudhomme ·
1902: Mommsen ·
1903: Bjørnson ·
1904: Mistral, Echegaray ·
1905: Sienkiewicz ·
1906: Carducci ·
1907: Kipling ·
1908: Eucken ·
1909: Lagerlöf ·
1910: Heyse ·
1911: Maeterlinck ·
1912: Hauptmann ·
1913: Tagore ·
1915: Rolland ·
1916: Heidenstam ·
1917: Gjellerup, Pontoppidan ·
1919: Spitteler ·
1920: Hamsun ·
1921: France ·
1922: Benavente ·
1923: Yeats ·
1924: Reymont ·
1925: Shaw ·
1926: Deledda ·
1927: Bergson ·
1928: Undset ·
1929: Mann ·
1930: Lewis ·
1931: Karlfeldt ·
1932: Galsworthy ·
1933: Boenin ·
1934: Pirandello ·
1936: O'Neill ·
1937: Gard ·
1938: Buck ·
1939: Sillanpää ·
1944: Jensen ·
1945: Mistral ·
1946: Hesse ·
1947: Gide ·
1948: Eliot ·
1949: Faulkner ·
1950: Russell ·
1951: Lagerkvist ·
1952: Mauriac ·
1953: Churchill ·
1954: Hemingway ·
1955: Laxness ·
1956: Jiménez ·
1957: Camus ·
1958: Pasternak ·
1959: Quasimodo ·
1960: Perse ·
1961: Andrić ·
1962: Steinbeck ·
1963: Seferis ·
1964: Sartre (geweigerd) ·
1965: Sjolochov ·
1966: Agnon, Sachs ·
1967: Asturias ·
1968: Kawabata ·
1969: Beckett ·
1970: Solzjenitsyn ·
1971: Neruda ·
1972: Böll ·
1973: White ·
1974: Johnson, Martinson ·
1975: Montale ·
1976: Bellow ·
1977: Aleixandre ·
1978: Singer ·
1979: Elýtis ·
1980: Miłosz ·
1981: Canetti ·
1982: García Márquez ·
1983: Golding ·
1984: Seifert ·
1985: Simon ·
1986: Soyinka ·
1987: Brodsky ·
1988: Mahfoez ·
1989: Cela ·
1990: Paz ·
1991: Gordimer ·
1992: Walcott ·
1993: Morrison ·
1994: Oë ·
1995: Heaney ·
1996: Szymborska ·
1997: Fo ·
1998: Saramago ·
1999: Grass ·
2000: Gao ·
2001: Naipaul ·
2002: Kertész ·
2003: Coetzee ·
2004: Jelinek ·
2005: Pinter ·
2006: Pamuk ·
2007: Lessing ·
2008: Le Clézio ·
2009: Müller ·
2010: Vargas Llosa ·
2011: Tranströmer ·
2012: Mo ·
2013: Munro ·
2014: Modiano ·
2015: Aleksijevitsj ·
2016: Dylan ·
2017: Ishiguro ·
2018: Tokarczuk ·
2019: Handke ·
2020: Glück ·
2021: Gurnah ·
2022: Ernaux ·
2023: Fosse ·
2024: Kang ·